# Велика дивергенція

Оцінки Меддісона щодо ВВП на душу населення при паритеті купівельної спроможності у 1990 році в міжнародних доларах для вибраних країн Європи та Азії між 1500 та 1950 роками, показують вибухове зростання деяких європейських країн з початку XIX століття.

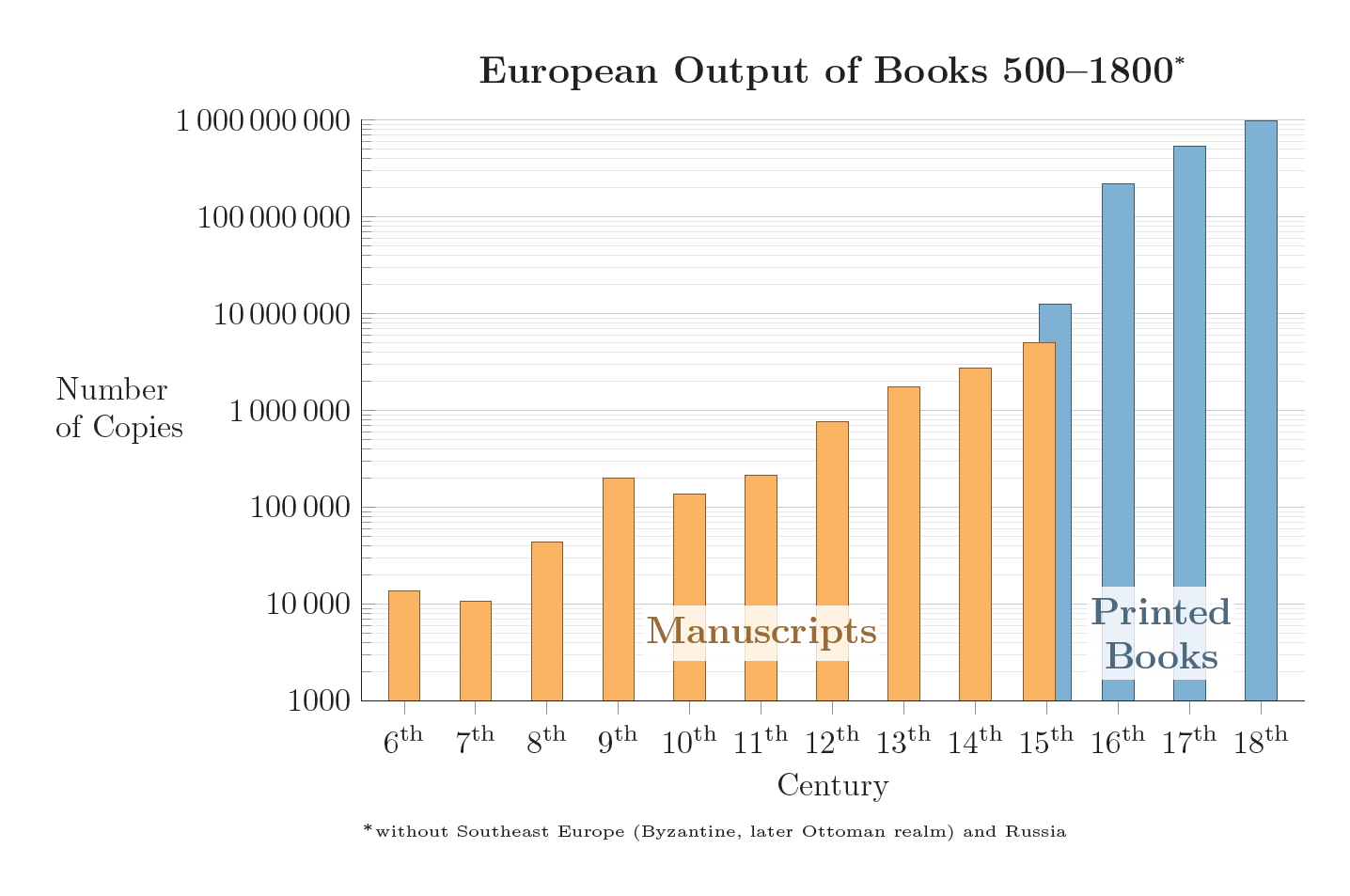
Об'єми європейського видавництва книг збільшились між 500 і 1800 роками в 100 000 разів, особливо після Друкарської революції 1450 року.

Велика дивергенція або європейське диво — це соціоекономічний зсув, в результаті якого західний світ (тобто Західна Європа та частини Нового Світу, де місцеві нації зайняли домінантне місце) подолав домодерні обмеження зростання і у XIX столітті постав як наймогутніша і найбагатша світова цивілізація, затьмаривши Імперію Великих Моголів, Китай династії Цін, Ісламський світ, Корею Чосонів та Японію часів Токуґави.
Науковці пропонували широкий спектр теорій, які могли б пояснити, чому сталась Велика дивергенція, включаючи географію, культуру, інституції, колоніалізм, ресурси та просто вдачу. Існує суперечність з приводу номенклатури «великої» дивергенції, оскільки чіткою точкою початку дивергенції традиційно вважається XVI чи навіть XV століття, після комерційної революції та витоків меркантилізму і капіталізму впродовж епохи Відродження та Доби великих географічних відкриттів, зародження європейських колоніальних імперій, протоглобалізації, наукової революції чи епохи Просвітництва. Однак найбільший стрибок дивергенції стався в XIX столітті разом з Промисловою революцією та Технологічною революцією. З цієї причини «Каліфорнійська школа» вважає лише ці точки у часі великою дивергенцією.
Технологічний прогрес у таких галузях, як залізничні дороги, пароплавство, гірництво та сільське господарство, був сприйнятий на Заході значно серйозніше, ніж на Сході під час Великої дивергенції. Технологія вела до посилення індустріалізації та економічної складності в галузях сільського господарства, торгівлі, палива та ресурсів, все більше розділяючи Схід і Захід. Використання Західною Європою вугілля в ролі енергозамінника деревини в середині XIX століття дало їй потужний поштовх до сучасного виробництва енергії. У XX столітті Велика дивергенція досягла свого апогею перед Першою світовою війною і тривала до початку 1970-х; згодом, після двох десятиліть невизначених коливань, наприкінці 1980-х її змінила Велика конвергенція, в момент коли більшість країн третього світу досягли значно вищих темпів економічного зростання, ніж у більшості країн першого світу.

## Термінологія та визначення
Термін «Велика дивергенція» був введений Семюелем П. Хантінгтоном  у 1996 році і використаний Кеннетом Померанцом у своїй книзі «Велика дивергенція: Китай, Європа та створення сучасної світової економіки» (2000). Це ж явище обговорював Ерік Джонс, чия книга 1981 року "Європейське диво: довкілля, економіка та геополітика в історії Європи та Азії " популяризувала альтернативний термін «європейське диво». Загалом обидва терміни означають соціоекономічний зсув, в якому європейські країни випереджали інші в сучасному періоді.
Часовий проміжок Великої дивергенції є об'єктом диспутів серед істориків. Традиційне датування відносить її до XVI століття (або аж XV), у той час як науковці стверджують, що Європа перебувала на траєкторії підвищеного зростання саме з цієї дати. Померанц та інші представники Каліфорнійської школи стверджують, що період найбурхливішої дивергенції відбувався впродовж XIX століття.  Посилаючись на дані про харчування та хронічний європейський торговий дефіцит як докази, ці вчені стверджують, що до цієї дати Азія була значно багатшою та розвиненішою, особливо Китай у дельті Янцзі , Індія , а також Єгипет. Інші, приймаючи паритет доходів між найбільш процвітаючими частинами Китаю, Індії, Єгипту та Європи наприкінці XVIII століття відстежують перші значні зміни в європейській економіці аж до XVII століття. Інші стверджують, що культурні чинники, які стоять за дивергенцією, можна простежити до більш ранніх періодів та інституцій, таких як Відродження та Китайська імперська система екзаменування. 

## Передумови Великої дивергенції
Ібрагім Мутеферріка, Раціональна база політики націй (1731)
 На відміну від сучасних промислових економік, досучасні економіки були обмежені умовами, які значно обмежували економічне зростання. Хоча основні регіони Євразії досягли порівняно високого рівня життя до XVIII століття, дефіцит земель, деградація ґрунтів, вирубка лісів, відсутність надійних джерел енергії та інші екологічні обмеження нівелювали зростання доходів на душу населення. Швидкі темпи знецінення капіталу означали, що значна частина заощаджень у досучасній економіці була витрачена на заміну виснаженого капіталу, перешкоджаючи накопиченню капіталу. Масивне споживання палива, землі, продовольства та інших ресурсів були необхідні для подальшого зростання та накопичення капіталу, що в результаті призвело до колоніалізму. Промислова революція подолала ці обмеження, що дозволило вперше в людській історії швидке та стійке зростання доходів на душу населення.

### Західна Європа
Після експансій вікінгів, мусульман і мадярів у X столітті Європа увійшла у період процвітання, зростання населення та територіальної експансії, відомий як Високе середньовіччя. Торгівля та комерція відродились із посиленням спеціалізації між регіонами та між сільським господарством і ремісниками у містах. До XIII століття найкраща земля була зайнята, а доходи від сільського господарства почали падати, хоча торгівля та комерція продовжували розширюватися, особливо у Венеції та інших містах північної Італії. XIV століття принесло низку лих: голод, війни, Чорну смерть та інші епідемії. Внаслідок цього зменшення чисельності населення призвело до падіння орендної плати та підвищення заробітної платні, що підірвало феодальні та маноріальні відносини, які характеризували середньовічну Європу. 
Згідно з дослідженням 2014 року, «в Європі спостерігалася невелика дивергенція між 1300 та 1800 роками: реальна заробітна плата в районі Північного моря відносно стабілізувалася на рівні, досягнутому після Чорної смерті, і залишалася відносно високою (вище прожиткового мінімуму) упродовж раннього сучасного періоду (і в XIX ст.), тоді як реальна заробітна плата на „периферії“ (у Німеччині, Італії та Іспанії) почала знижуватися після XV століття і повернулася до певного прожиткового мінімуму упродовж періоду 1500—1800 років. Ця „невелика дивергенція“ у реальній заробітній платі відображає аналогічну дивергенцію у ВВП на душу населення: на „периферії“ Європи майже не спостерігалося зростання на душу населення (або навіть зниження) між 1500 та 1800 роками, тоді як в Голландії та Англії реальний дохід продовжував зростати і відносно вдвічі збільшився в цей період».
В Добу великих географічних відкриттів європейські мореплавці відкрили нові шляхи до Америки та Азії. Торгівля розширювалась разом із нововведеннями, такими як акціонерні товариства та різні фінансові установи. Нові військові технології надавали перевагу більшим підрозділам, що призводило до концентрації влади в державах, фінанси яких покладалися на торгівлю. Франція та Іспанія розвинули абсолютні монархії, що базувались на високих податках та державних монополіях, що вело до економічного занепаду. Голландська республіка контролювалась торговцями, у той час як Парламент отримав контроль над Англією після тривалої боротьби, кульмінацією якої стала Славна революція. Ці події виявились більш сприятливими для економічного розвитку. Наприкінці XVI століття Лондон та Антверпен почали відходити від інших європейських міст, як це показано на наступному графіку реальної заробітної плати в кількох європейських містах:
Захід мав низку унікальних переваг порівняно з Азією, наприклад, близькість вугільних шахт; відкриття Нового Світу, яке зменшило екологічні обмеження економічного зростання (дефіцит землі тощо); і прибуток від колонізації. 

### Китай

Порівняння населення (мільйони, масштаб) Китаю та континентальної Європи між 1000 та 1975 рр.

Китай мав більше населення, ніж Європа, упродовж нашої ери. На відміну від Європи, він був політично об'єднаним упродовж довгого періоду.
В часи династії Сун (960—1279) країна пережила революцію в сільському господарстві, водному транспорті, фінансах, урбанізації, науці та технології, завдяки чому китайська економіка стала провідною у світі приблизно з 1100 року. Майстерність вирощування рису на водному полі відкрила донині слабкорозвинений південь країни, тоді як пізній північний Китай був спустошений чжурченською та монгольською навалами, повенями та епідеміями. Результатом цього стала різка зміна центру населення та промисловості від колиски китайської цивілізації навколо річки Хуанхе на південь країни, тенденція, яку частково змінили репопуляція півночі з XV століття. До 1300 року Китай у цілому відстав від Італії за рівнем життя, а до 1400 року Англія також наздогнала його, однак його найбагатші регіони, особливо дельта Янцзи, могли залишатися нарівні з країнами Європи до початку XVIII століття.
У пізній імперський період (1368—1911), що включає династії Мін і Цін, оподаткування було низьким, а економіка та населення значно зросли, не маючи, однак, істотного зростання продуктивності. Китайські товари, такі як шовк, чай та кераміка, користувалися великим попитом у Європі, що призводило до припливу срібла, розширюючи грошову масу та сприяючи зростанню конкурентних та стабільних ринків. До кінця XVIII століття рівень густоти населення перевищив цей рівень у Європі. Китай мав більше великих міст, але набагато менше малих, ніж у тогочасній Європі. Традиційна думка стверджує, що Велика дивергенція між Китаєм та Європою розпочалася близько 1750 року, до промислової революції.
Ревізіоністська наука, однак, вважає, що Велика дивергенція не розпочиналась до XIX століття, в часи Промислової революції.

### Індія

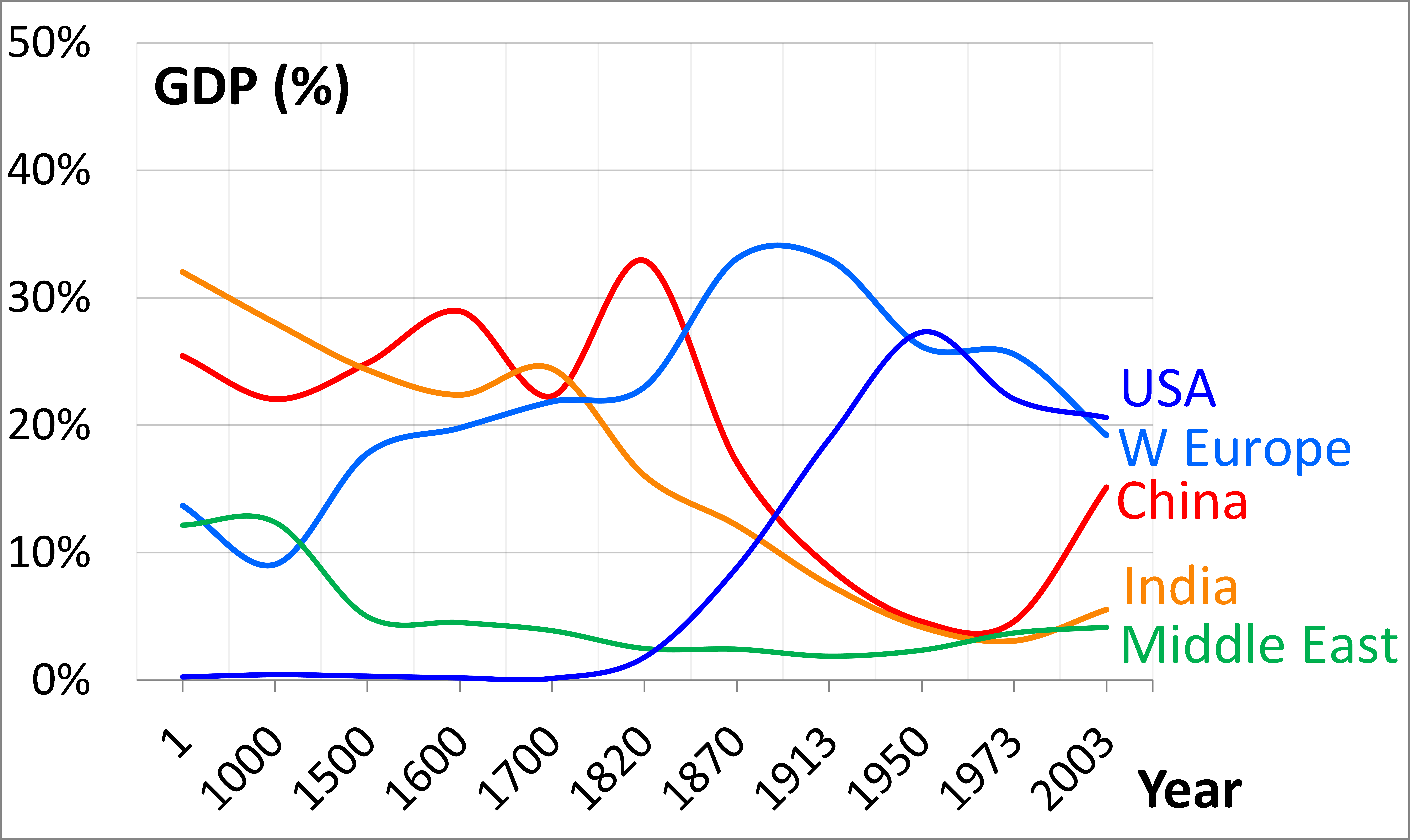
Глобальний внесок у світовий ВВП (ДПП) за регіонами від 1 р. н. е. до 2003 р. за оцінками Ангуса Меддісона. До XVIII століття Китай та Індія були двома найпродуктивнішими регіонами.

Згідно з дослідженням і даними 2020 року, Велика дивергенція між північною Індією (від Ґуджарату до Бенгалії) та Британією розпочалась в кінці XVII століття. Вона збільшилась після 1720-х років і вибухнула після 1800-х років. Дослідження встановило, що саме «першопочаткова позиція Англії та стагнація Індії в першій половині XIX століття спричинили найбільш серйозні відмінності в рівні життя».
До 1500-х років Індія, особливо Бенгальський султанат, найбільша торгова країна у світі, отримала значну вигоду від розширеної зовнішньої та внутрішньої торгівлі. Його сільське господарство було високоефективним, так само як і промисловість. На відміну від Китаю, Японії та Західної і Центральної Європи, Індія не зазнала великої вирубки лісів до XIX—XX століть. Таким чином, вона не мала тиску переходити на вугілля як джерела енергії. З XVII століття текстиль з бавовни з Індії Моголів став популярним в Європі, у той час як деякі уряди заборонили його експорт захищаючи свою вовняну промисловість. У XVIII столітті Індія була найважливішим виробником у світовій торгівлі, виробляючи близько 25 % світового промислового виробництва в 1750 році. Могольський Бенгал, найрозвиненіший регіон, зокрема, отримав світову популярність у таких галузях, як текстильне виробництво та суднобудування .
У ранній сучасній Європі був значний попит на продукцію з Індії Моголів, зокрема на бавовняний текстиль, а також на такі товари як спеції, перець, індиго, шовк і селітру (для використання в боєприпасах). Європейська мода, наприклад, стала все більш залежною від індійського текстилю та шовку. У XVII та XVIII століттях Індія займала 95 % імпорту Великої Британії з Азії, а лише на одну бенгальську субу припадало 40 % імпорту Голландії з Азії. За оцінками Амії Кумара Багчі, 10,3 % населення Біхару брали участь у ручному прядінні, 2,3 % у ткацтві та 9 % в інших виробничих галузях у 1809–13 роках, щоб задовольнити цей попит. На противагу цьому, в Індії був доволі мізерний попит на європейські товари, оскільки вона була значною мірою самодостатньою, тому європейці могли дуже мало запропонувати, за винятком вовняного текстилю, необроблених металів та кількох видів товарів розкоші. Торговельний дисбаланс змусив європейців експортувати до Індії велику кількість золота та срібла аби оплатити індійський імпорт.

### Близький Схід
Близький Схід був більш розвиненим, ніж Західна Європа в 1000 році н. е., нарівні до середини XVI століття, але вже до 1750 року провідні країни Близького Сходу відстали від провідних західноєвропейських держав Британії та Нідерландів.
Прикладом країни Близького Сходу, яка мала розвинену економіку на початку XIX століття, був Османський Єгипет, який мав високопродуктивний промисловий виробничий сектор, а дохід на душу населення прирівнювався до таких провідних західноєвропейських країн як Франція та був вищим, ніж у Японії та Східній Європі. Інші частини Османської імперії, зокрема Сирія та південно-східна Анатолія, також мали високопродуктивний виробничий сектор, що розвивався в XIX столітті. У 1819 році Єгипет періоду династії Мухаммеда Алі розпочав програми спонсорованої державою індустріалізації, яка включала створення заводів з виробництва зброї, залізного ливарства, великомасштабного вирощування бавовни, млинів очищення бавовни, прядіння та ткацтва, а також підприємств з переробки продукції сільського господарства. На початку 1830-х років в Єгипті було 30 бавовняних млинів, на яких працювало близько 30 000 робітників. На початку XIX століття Єгипет мав п'яту в світі найпродуктивнішу бавовняну промисловість за кількістю веретен на душу населення. Промисловість спочатку працювала на машинах, які покладалися на традиційні джерела енергії, такі як робочі тварини, водяні колеса та вітряні млини, які також були основними джерелами енергії у Західній Європі до приблизно 1870 року. У той час як з паровою енергією експериментував в Османському Єгипті інженер Такі ад-Дін Мухаммед ібн Ма'руф в 1551 році, коли він винайшов паровий домкрат, керований рудиментарною паровою турбіною, саме за династії Мухаммеда Алі Єгипетського на початку XIX століття, в єгипетському промисловому виробництві були застосовані парові двигуни. Котли були виготовлені і застосовані в єгипетських галузях промисловості, таких як металургія, текстильна промисловість, паперове виробництво і лущення. Порівняно із Західною Європою, Єгипет також мав розвинене сільське господарство та ефективну транспортну мережу через Ніл . Економічний історик Жан Бату стверджує, що необхідні економічні умови для швидкої індустріалізації існували в Єгипті впродовж 1820-1830-х років.
Після смерті Мухаммеда Алі в 1849 році його програми індустріалізації занепали, після чого, за словами історика Зекері Локмана, «Єгипет вже був на шляху до повної інтеграції у світовий ринок, на якому домінувала Європа, як постачальник одного сировинного матеріалу, бавовни». Локман стверджує, що якби Єгипет досяг успіху в своїх програмах індустріалізації, «він, можливо, поділився б з Японією [або Сполученими Штатами] досягненням автономного капіталістичного розвитку та збереження його незалежності».

### Японія
Японським суспільством керував Шьоґунат Токуґава, який розділив його на сувору ієрархію і встановив значний контроль над економікою через державні монополії та обмеження зовнішньої торгівлі; однак на практиці владою сьогунату часто нехтували. Упродовж 725—1974 років в Японії спостерігався приріст ВВП на душу населення з річним показником 0,04 %, у той час як основні періоди позитивного приросту ВВП на душу населення відбувались протягом 1150—1280, 1450—1600 та після 1730 року. Періодів тривалого відвернення зростання у ті часи не було. По відношенню до Сполученого Королівства, до середини XVII століття ВВП на душу населення був приблизно подібним. До 1850 року доходи на душу населення в Японії становили приблизно чверть рівня Великої Британії. Однак Японія XVIII століття спостерігала більшу очікувану тривалість життя, 41,1 років для дорослих чоловіків, порівняно з 31,6 до 34 у Англії, від 27,5 до 30 років у Франції та 24,7 у Пруссії.

### Корея
У свої ранні дні Корея мала здорові міжнародні торгові відносини, приймаючи купців навіть з Близького Сходу. Однак, через свою стратегічну цінність для сусідніх країн, Корея зазнала кількох вторгнень протягом епох Корьо і Чосон, починаючи з навали монголів у XIII столітті. Незважаючи на те, що Корея була здатна чинити серйозний опір завдяки сильному флоту та допомозі з боку Китаю, японські навали в кінці XVI століття були особливо руйнівними для півострова, і йому так і не вдалось по-справжньому відновитись аж до сучасної епохи. Через відносно часті вторгнення, посилення західної колонізації Азії та прихід християнських місіонерів, Корея увійшла в тривалий період ізоляціонізму, підтримуючи дипломатичні відносини насамперед лише з Китаєм. Впродовж решти періоду Чосон країна була затьмарена економічними труднощами, селянськими повстаннями та політичним фракціонізмом, доки не була анексована Японією на початку XX століття.

### Субсахарська Африка
Доколоніальна Субсахарська Африка була політично фрагментарною, як і рання сучасна Європа. Однак, Африка була набагато рідше заселена, ніж Європа. За словами політолога Мічиганського університету Марка Дінчеко, "високе співвідношення землі та праці, можливо, вплинуло на менший рівень ймовірності того, що історична інституційна централізація на "національному рівні «відбуватиметься в Субсахарській Африці, перешкоджаючи подальшому державному розвитку». Трансатлантична торгівля рабами можливо ще більше послабила державну владу в Африці.

## Можливі фактори
Науковці запропонували численні теорії аби пояснити, чому сталася Велика дивергенція.

### Вугілля

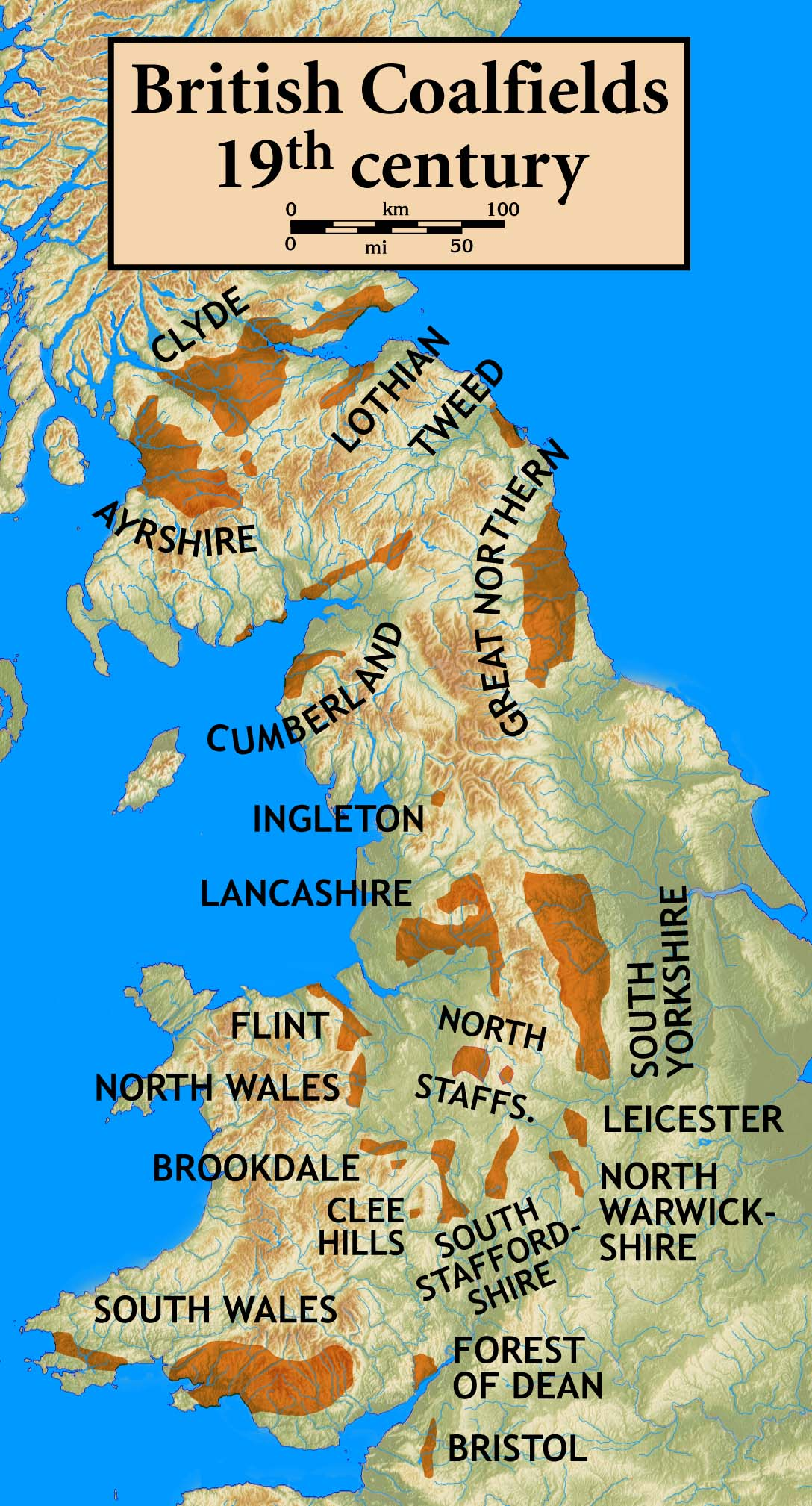
Розподіл родовищ вугілля формував промисловий розвиток у Британії.

У металургії та парових машинах Промислова революція широко використовувала вугілля та кокс як дешевші, повніші та ефективніші, ніж деревина та деревне вугілля. Парові машини на вугіллі працювали також на залізницях і в судноплавстві, революціонуючи транспорт на початку XIX століття.
Кеннет Померанц звернув увагу на відмінності у наявності вугілля між Заходом та Сходом. Через регіональний клімат європейські вугільні шахти були більш вологими, а глибокі шахти не ставали практичними аж до впровадження парового двигуна Ньюкомена для викачування підземних вод. У шахтах на посушливому північному заході Китаю вентиляція для запобігання вибухів була набагато складнішим процесом.
Інша відмінність передбачала географічну відстань; хоча Китай та Європа мали порівнянні технології видобутку, відстані між економічно розвиненими регіонами та вугільними родовищами сильно відрізнялися. Найбільші родовища вугілля в Китаї розташовані на північному заході, в межах досяжності китайського промислового ядра під час Північної династії Сун (960—1127). В XI столітті Китай розробив складні технології видобутку та використання вугілля для отримання енергії, що призвело до зростання видобутку заліза. Зміна населення на південь між XII—XIV століттями призвела до появи нових центрів китайської промисловості, далеких від основних вугільних родовищ. Деякі невеликі родовища вугілля були доступними на місцевому рівні, хоча їх використання іноді ускладнювалось постановами уряду. На противагу цьому, Британія мала у своєму розпорядженні одні з найбільших родовищ вугілля в Європі  — усі з них на відносно компактному острові.
Османський Єгипет, який використовував парову енергію для промислового виробництва за часів Мухаммеда Алі-паші (правив 1805—1848), не мав достатньо вугільних ресурсів. Однак розвідники Мухаммеда Алі-паші шукали вугільні родовища, а котли виготовляли та встановлювали в різних галузях промисловості. Єгипет також імпортував вугілля з-за кордону, за аналогічними цінами до імпортного вугілля у Франції, до 1830-х років, коли Каїр отримав доступ до джерел вугілля в Лівані, які щорічно постачали 4000 тонн. Економічний історик Жан Бату стверджує, що крім того, що Єгипет мав необхідні умови для швидкої індустріалізації, він також мав необхідні умови для адаптування нафти як потенційного джерела енергії для своїх парових двигунів пізніше в XIX столітті.

### Ефективність ринків та втручання держави
Існує поширений аргумент, що Європа мала більш вільні та ефективні ринки, ніж інші цивілізації, що було названо причиною Великої дивергенції. В Європі ефективність ринку була порушена через поширеність феодалізму та меркантилізму. Така практика, як ординація, яка обмежувала право власності на землю, заважала вільному потоку робочої сили і купівлі та продажу землі. Ці феодальні обмеження власності на землю були особливо сильними в континентальній Європі. У Китаї ринок землі був ліберальнішим, обмежений лише слабкими митними традиціями.  Маржинальна праця, як наприклад, кріпосне право і рабство, були більш поширеними в Європі, ніж у Китаї, навіть під час завоювання Маньчжу. Міська промисловість на Заході була більше стримана гільдіями та державними монополіями, ніж у Китаї, де у 18 столітті основні монополії регулювали сіль та зовнішню торгівлю через Гуанчжоу . Померанц відкидає думку про те, що ринкові інститути стали причиною великої дивергенції, і робить висновок, що Китай був ближчим до ідеалу ринкової економіки, ніж Європа. 
Економічний історик Поль Байрош наводить протилежний аргумент, що такі західні країни, як США, Велика Британія та Іспанія, спочатку не мали вільної торгівлі, але на початку XIX століття проводили протекціоністську політику, як і Китай та Японія. Водночас, він наводить Османську імперію як приклад держави, яка мала вільну торгівлю, і, на його думку, мала негативний економічний вплив та сприяла її деіндустріалізації . Османська імперія проводила ліберальну торговельну політику, відкриту для іноземного імпорту, яка бере початок з капітуляцій Османської імперії, починаючи з перших комерційних договорів, підписаних з Францією в 1536 році, і розширених згодом до капітуляцій в 1673 і 1740 роках, які знижували мита на лише 3 % на імпорт та експорт. Ліберальна османська політика була високо оцінена британськими економістами, які виступали за вільну торгівлю, наприклад, Дж. Р. Маккаллохом у його «Словнику комерції» (1834 р.). Однак згодом вона була розкритикована британськими політиками, які виступали проти вільної торгівлі, як наприклад, прем'єр-міністр Бенджамін Дізраелі, який назвав Османську імперію «прикладом травми, завданої нестримною конкуренцією» в дебатах щодо Хлібних законів 1846 року: 
" В Туреччині була вільна торгівля, і що вона створила? Вона знищила деякі з найкращих виробництв у світі. Ще у 1812 році ці виробництва існували; однак вони були знищені. Такими були наслідки конкуренції у Туреччині, й результати цього були настільки ж згубними як і результати зворотного принципу в Іспанії. "

### Географія
У своїй книзі « Зброя, мікроби та сталь» Джаред Даймонд доводить важливість географії. Він стверджує, що провідні культури за межами Європи розвинулись в регіонах, географія яких сприяла великим, монолітним, ізольованим імперіям. В цих умовах політика технологічної та соціальної стагнації може зберігатися. Він наводить приклад Китаю 1432 року, коли новий Імператор Сюанцзюнь заборонив будівництво океанських кораблів, в створенні яких Китай був на той час світовим лідером.
З іншого боку, географія Європи сприяла балканізації на більш дрібні, ближчі, національні держави, оскільки багато природних бар'єрів (гори, річки) забезпечують захисні кордони. Як наслідок, уряди, які пригнічували економічний та технологічний прогрес, незабаром виправили свої помилки або відносно швидко були витіснені ринку. Він стверджує, що ці фактори створили умови для більш швидких внутрішніх змін наддержави (місце Іспанії зайняла Франція, а згодом Велика Британія), ніж це було можливо в інших частинах Євразії.
Тестуючи теорії, пов'язані з географічними фондами, економісти Вільям Істерлі та Росс Левін виявили докази того, що тропіки, мікроби та культури впливають на розвиток через установи. Вони не знайшли жодних доказів того, що тропіки, мікроби та культури впливають на доходи країни безпосередньо якимось іншим шляхом, ніж через інститути, і не виявили жодного впливу політики на розвиток після того, як було встановлено контроль за установами.

### Інновації
Починаючи з початку XIX століття економічне процвітання значно зросло на Заході завдяки покращенням технологічної ефективності,  про що свідчить поява нових зручностей, включаючи залізницю, пароплав, паровий двигун та використання вугілля як джерела палива. Ці нововведення сприяли Великій дивергенції, піднявши Європу та США до високого економічного становища у порівнянні зі Сходом. 
Дехто стверджував, що ставлення Сходу до інновацій є одним з багатьох факторів, які ймовірно зіграли велику роль у просуванні Заходу на Схід. За словами Девіда Ландеса, після кількох століть інновацій та винаходів, здавалося, наче Схід припинив спроби інновувати і почав підтримувати те, що вже було. Вони продовжували плекати свої досучасні винаходи і не рухалися вперед до сучасності. Китай вирішив продовжувати самозберігаючий процес науково-технічного прогресу на основі своїх корінних традицій та досягнень.  Ставлення Сходу до інновацій показало, що вони більше зосереджуються на досвіді, тоді як Захід орієнтувався на експериментування. Схід не бачив необхідності вдосконалювати свої винаходи і, таким чином, базуючись на досвіді, зосередився на своїх минулих успіхах. Доки вони робили це, Захід був більше зосереджений на експериментах та методі спроб і помилок, що спонукало їх вигадувати нові та різні способи вдосконалення існуючих інновацій та створення нових. 

### Заробітна плата та рівні життя
Класичні економісти, починаючи з Адама Сміта та Томаса Мальтуса, стверджували, що висока заробітна плата на Заході стимулює технологічний прогрес, який заощаджує робочу силу.  
Ревізіоністські дослідження в середині-кінці XX століття показували рівень життя в Китаї XVIII століття та в Європі до промислової революції як порівнянний.   Тривалість життя в Китаї та Японії у дорослих чоловіків становила 39.6 і 41.1 відповідно, порівняно з 34 в Англії, від 27.5 до 30 у Франції та 24.7 у Пруссії.  Китайські робітники в дельті Янцзи в середньому споживали 4600 калорій на день (в Китаї працівники в середньому споживали 2637 калорій) в порівнянні з 2000—2500 калоріями на день в Англії.  На думку Померанца та інших, в обох регіонах спостерігалося незначне зростання на душу населення,  економіка Китаю не перебувала у стагнації, і в багатьох галузях, особливо сільському господарстві, випереджала Західну Європу.  Китайські міста також були попереду в сфері охорони здоров'я.  Економічний історик Пол Байрох оцінив ВВП Китаю на душу населення в 1800 році в $228 доларів США еквівалента 1960 року ($1,007 еквівалента 1990 року), що є вищим, ніж $213 в Західній Європі ($941 еквівалента 1990 року) в той час.
Подібних висновків можна було дійти й щодо Індії. Реальна заробітна плата та рівень життя в Бенгалії та Майсурі XVIII століття були вищими, ніж у Британії, яка, в свою чергу, мала найвищий рівень життя в Європі.  Робітники текстильної промисловості, наприклад, заробляли більше в Бенгалії та Майсурі, ніж у Британії, тоді як сільськогосподарські працівники у Британії повинні були працювати більше годин, щоб заробити таку ж суму, як у Майсурі.  Наприкінці XVIII століття середній дохід на душу населення Майсуру був у п'ять разів більший за прожитковий мінімум  тобто в п'ять разів перевищував $400 доларів (еквівалента міжнародних доларів 1990 року), або $2,000 доларів на душу населення. Для порівняння, найвищий національний дохід на душу населення у 1820 році становив $1,838 доларів у Нідерландах та $1,706 доларів у Британії.
Аналогічно й у випадку з Османським Єгиптом, його дохід на душу населення в 1800 році був порівнянним з доходом провідних західноєвропейських країн, як Франція, і вищий за загальний середній дохід Європи та Японії.  Економічний історик Жан Бару підрахував, що, з точки зору доларів еквівалента 1960 року, Єгипет у 1800 році мав дохід на душу населення $232 долари ($1,025 доларів у еквіваленті 1990 року). Для порівняння, дохід на душу населення в перерахунку на долари еквівалента 1960 року у Франції в 1800 році становив $240 доларів ($1,060 доларів у еквіваленті 1990 року), для Східної Європи в 1800 році — $177 доларів ($782 доларів в еквіваленті 1990 року), а для Японії в 1800 році — $180 доларів ($795 в еквіваленті 1990 року). 
За словами Поля Байроша, в середині XVIII століття «середній рівень життя в Європі був трохи нижчим, ніж у решті країн світу». За його оцінками, в 1750 році, середній ВНП на душу населення в східному світі (зокрема в Китаї, Індії і на Близькому Сході) був $188 в еквіваленті 1960 року ($830 в еквіваленті 1990 року), тобто вище, ніж $182 ($804 в еквіваленті 1990 року) на Заході.  Він стверджує, що саме після 1800 року західноєвропейський дохід на душу населення пішов вперед. Однак середні доходи Китаю та Єгипту  все ще були вищими за загальний середній дохід Європи. 
Однак, відгукуючись на роботи Байроша, Померанца, Партхасараті та інших наступних досліджень, було встановлено, що частини Західної Європи XVIII століття мали вищу заробітну плату та рівень доходу на душу населення, ніж у більшості регіонів Індії, Османської Туреччини, Японії та Китаю. Однак, як виявилось, погляди Адама Сміта занадто узагальнювали бідність Китаю. Між 1725 та 1825 роками робітники в Пекіні та Делі мали змогу придбати кошик товарів лише на рівні прожиткового мінімуму, тоді як робітники в Лондоні та Амстердамі могли придбати товари на рівні в 4, а то й 6 разів більше від прожиткового мінімуму. Ще у 1600 році ВВП на душу населення Індії становив близько 60 % рівня Великої Британії. Справжнє зниження доходу на душу населення відбулося і в Китаї, і в Індії, проте в Індії почалося в період Моголів до британського колоніалізму. Поза межами Європи значна частина цього занепаду та застою пояснюється зростанням населення в сільській місцевості, що випереджало зростання об'єму оброблюваних земель, а також внутрішнім політичним потрясінням. Вільні колоністи в Британській Північній Америці в академічних опитуваннях вважались істориками та економістами, як одні з найбільш заможних людей у світі напередодні Американської революції . Найраніші свідчення вагомого переходу до нової системи охорони здоров'я, що призвела до збільшення тривалості життя, почалися в Європі у 1770-х роках, приблизно за століття до Азії.

### Європейський колоніалізм
Ряд економічних істориків стверджують, що європейський колоніалізм відігравав головну роль у деіндустріалізації незахідних суспільств. Наприклад, Поль Байрош наводить британський колоніалізм в Індії як основний приклад, але також стверджує, що європейський колоніалізм відігравав головну роль у деіндустріалізації інших країн Азії, Близького Сходу та Латинської Америки та сприяв різкому економічному спаду в Африці .  Інші сучасні економічні історики звинувачують британське колоніальне правління в деіндустріалізації Індії, зокрема.  Колонізація Індії розглядається як головний фактор і деіндустріалізації Індії, і промислової революції Великої Британії.
До XIX століття Індія була провідним світовим виробником текстилю з бавовняних тканин,  а центри виробництва бавовни — Бенгалія та Майсур.  Щоб конкурувати з індійським імпортом, Британія інвестувала в ощадливі текстильні технології виготовлення під час своєї промислової революції, за чим слідував політичний тиск з боку нових промислових виробників, а парламент Великої Британії в 1813 році поклав кінець двом століттям протекціоністської монополії Ост-Індійської компанії на торгівлю Великої Британії з Азією, яка до цього часу обмежувала ввезення британських промислових товарів до регіону, і в той же час запроваджувала імпортні тарифи на індійський текстиль. Таким чином протопромислові прядильники та ткачі на територіях, підконтрольних Британській Ост-Індійській компанії, були відкриті конкуренції з прядильними і тканими машинним способом тканинами, в результаті чого почалася де-прото-індустріалізація, разом із занепадом вітчизняного виробництва, яке відкрило нові ринки для британських товарів.  Британська колонізація змусила відкрити великий індійський ринок для британських товарів, обмеживши індійський імпорт до Британії, а сиру бавовну завозили з Індії без податків і тарифів на британські фабрики, які виготовляли текстиль з індійської бавовни та продавали їх назад на індійський ринок. Таким чином, Індія одночасно виступала як важливим постачальником сировинних товарів, таких як бавовна, на британські фабрики, так і великим захопленим ринком для британських промислових товарів. Крім того, капітал, накопичений у Бенгалії після її завоювання по битві при Плессі в 1757 році, був використаний для інвестицій у британські галузі, такі як виробництво текстилю, що значно примножило багатство Британії. У підсумку Велика Британія перевершила Індію як провідного світового виробника бавовняного текстилю в XIX столітті.  Британське колоніальне правління згодом звинуватили у згубному стані економіки Британської Індії, та в обмежених інвестиціях в індійську промисловість, оскільки вона була колонією.
Економічний занепад в Індії простежується до британського колоніального панування і був значною мірою наслідком збільшення виробництва в інших частинах світу та розпаду Імперії Моголів. Частка Індії у світовому виробництві (24,9 %) значною мірою була функцією її частки у світовому населенні близько 1600 року. У період з 1880 по 1930 рік загальний обсяг виробництва індійського бавовняного текстилю збільшився з 1097 мільйонів метрів до 3383 мільйонів метрів. Початок будівництва в Індії залізниць викликав суперечки щодо їх загального впливу, але дані свідчать про ряд позитивних результатів, таких як підвищення доходів, економічна інтеграція та послаблення голоду. ВВП на душу населення зменшився з $550 доларів (у еквіваленті 1990 року) на людину в 1700 році за правління Моголів до $533 доларів (у еквіваленті 1990 року) у 1820 році за правління Британії, потім зріс до $618 доларів (у еквіваленті 1990 року) у 1947 році після незалежності . Виробництво вугілля зросло в Бенгалії, значною мірою для задоволення попиту залізниць. Тривалість життя збільшилася приблизно на 10 років між 1870 роком та незалежністю.
Останні дослідження колоніалізму були більш прихильними до його довготривалого впливу на ріст та розвиток. Робота Дарена Аджемоглу, Саймона Джонсона та Джеймса Робінсона 2001 року встановила, що нації з помірним кліматом та низьким рівнем смертності користуються більшою популярністю у переселенців та зазнають більшої міри колоніального панування. Ці країни отримали вигоду від європейців, створюючи більш інклюзивні інституції, що ведуть до вищих темпів довгострокового зростання. Наступні дослідження підтвердили, що як те, наскільки довго нація була колонією і як і те скільки європейських переселенців туди мігрували, позитивно корелює з економічним розвитком та інституційною якістю, хоча відносини стають міцнішими після 1700 року та змінюються залежно від колоніальної влади, причому британські колонії, як правило, мають найкращі результати.

### Споживання розкоші
Багато вчених вважають споживання розкоші стимулом розвитку капіталізму і тим самим сприянням Великій дивергенції.  Прихильники цієї точки зору стверджують, що майстерні, які виготовляли розкішні вироби для заможних, поступово накопичували капітал для розширення виробництва, а потім ставали великими фірмами, що виробляли для масового ринку; вони вважають, що унікальні смаки Західної Європи до розкоші стимулювали цей розвиток далі, ніж інші культури. Однак інші заперечують тому, що такі майстерні були характерними лише для Європи; великі міста в Китаї та Японії також володіли багатьма майстернями розкішних товарів для заможних  і що вони не обов'язково повинні стимулювати розвиток «капіталістичних фірм». 

### Права власності
Відмінності у правах власності часто називаються можливою причиною Великої дивергенції. Ця думка стверджує, що азійські купці не могли розвивати та накопичувати капітал через ризик експропріації держави та претензії співгромадян, що зробило майнові права дуже небезпечними порівняно з європейськими.  Однак, інші заперечують це, стверджуючи, що багато європейських купців були експропрійовані де-факто шляхом дефолтів державного боргу, і що загроза експропріації у азійських держав була не набагато більшою, ніж у Європі, за винятком хіба що Японії. 
Уряд і політика розглядаються як невід'ємна частина сучасних суспільств, які відіграли головну роль у формуванні різних економік. Східні суспільства мали уряди, які контролювалися правлячими династіями, і, таким чином, не були окремим утворенням. Їхнім урядам на той час бракувало політики, яка сприяла б інноваціям, тому це призвело до уповільнення прогресу. Як пояснив Коен, на сході була обмежена система торгівлі, яка суперечила теорії вільного світового ринку; не було політичної свободи чи політики, яка б заохочувала капіталістичний ринок. Це було абсолютною протилежністю західному суспільству, яке розвинуло комерційні закони та права власності, що створювали захист та свободу ринку. Їхні капіталістичні ідеали та ринкові структури заохочували інновації.  
Померанц (2000) стверджує, що значна частина ринку землі в Китаї була вільною, з великою кількістю випадків, в яких спадкових орендарів та землевласників виселяли або змушували продавати свою землю. Хоча китайське звичаєве право визначало, що в першу чергу землю потрібно пропонувати людям, які мешкають у селі, Померанц вважає, що в більшості випадків землю пропонували більш здібним стороннім особам, і стверджує, що Китай фактично мав вільніший ринок землі, ніж Європа. 
Однак Роберт Бреннер та Кріс Ісетт підкреслюють відмінності у правах оренди землі. Вони стверджують, що в низинних долинах Янцзи більшість фермерів або володіли землею, або зберігали оренду за фіксованими ставками орендної плати, так що ані фермери, ані землевласники не зазнавали конкуренції. У Англії XV століття лорди втратили своїх кріпаків, але змогли встановлювати контроль над майже всіма землями, створивши ринок оренди для фермерів-орендарів. Це створювало конкурентний тиск на підпорядковані ділянки, і той факт, що ділянки не можна було передати безпосередньо синам, змушував їх відкладати шлюб, доки вони не накопичили власні володіння. Таким чином, в Англії як продуктивність сільського господарства, так і приріст населення зазнавали тиску від ринку упродовж всього раннього сучасного періоду. 
Дослідження 2017 року встановило, що захищені права власності саме в Європі, а не у більших частинах Близького Сходу, сприяли збільшенню дорогих ощадливих капітальних об'єктів, таких як водяні млини, вітряні млини та крани, у середньовічній Європі, та їх зменшенню на Близькому Сході.

### Новий світ

Розподіл колоніальних імперій наприкінці XVIII століття

Різноманітні теорії позиціонують унікальні стосунки Європи з Новим Світом як головну причину Великої дивергенції. Високі прибутки, отримані від колоній, та торгівля рабами, становили 7 % на рік, що є відносно високою нормою прибутку, враховуючи високу норму амортизації доіндустріальних капітальних об'єктів, яка обмежувала об'єм заощаджень та накопичення капіталу.  Ранню європейську колонізацію підтримували прибутки від продажу товарів Нового Світу в Азію, особливо срібла до Китаю.  За словами Померанца, найважливішою перевагою для Європи була велика кількість родючих, необроблених земель у Америці, які можна використовувати для вирощування великої кількості сільськогосподарської продукції, необхідної для підтримання економічного зростання Європи та вивільнення робочої сили і землі в Європі для індустріалізації.  Експорт деревини, бавовни та вовни з Нового світу як вважається позбавив Англію потреби в 23-25 мільйонах акрів (100,000 кв. км) обробленої землі (для порівняння, загальна кількість обробленої землі в Англії становила всього 17 мн акрів), звільнивши величезні обсяги ресурсів. Новий світ також послужив великим ринком для європейських виробників. 
Чен також припускав, що Новий Світ є необхідним фактором для індустріалізації, а торгівля підтримувальним фактором, що змушує менш розвинені райони концентруватися на сільському господарстві, підтримуючи промислово розвинені регіони Європи. 

### Пастка високорівневої рівноваги
Теорія пастки високорівневої рівноваги стверджує, що Китай не зазнав природної промислової революції, оскільки її економіка перебувала у стабільній рівновазі, за якої попит та пропозиція робочої сили були рівними, що в свою чергу знеохочувало розвиток капіталу, який би заощаджував трудові ресурси.

### Культура
Розенберг і Бердзелл стверджують, що так звана «східна культура» «поваги» та «безперечна відданість» правлячій династії були наслідком культури, в якій контроль династії призвів до «мовчазного суспільства», яке «не ставило запитань чи експериментувало без схвалення або наказу правлячого класу». З іншого боку, вони стверджували, що Захід пізньосередньовічної епохи не мав центральної влади чи абсолютної держави, що дозволило вільний потік ідей. Ця так звана «східна культура» також попередньо показала «відхилення змін» через їх «страх невдачі» та зневагу до наслідування іноземних винаходів та науки; це було відмінним від «західної культури», яка, як вони стверджували, була готова експериментувати та наслідувати інших, щоб принести користь своєму суспільству. Вони стверджували, що це культура, де заохочуються зміни, а почуття тривоги та нехтування комфортом привели їх до інноваційності. Макс Вебер у Протестантській етиці та дусі капіталізму стверджував, що капіталізм на півночі Європи розвивався, коли протестантська трудова етика (особливо кальвіністська) спонукала велику кількість людей займатися роботою у мирському світі, розвиваючи власні підприємства та займаючись торгівлею і накопиченням багатства для інвестицій. У своїй книзі «Релігія Китаю: конфуціанство та даосизм» він звинувачує китайську культуру в тому, що капіталізм не проявився в Китаї. Чен аналогічно стверджує, що культурні відмінності були найбільш фундаментальною причиною дивергенції, стверджуючи, що гуманізм епохи Відродження, що супроводжувався Просвітництвом (включаючи революційні зміни у ставленні до релігії), дав змогу виникнути меркантильному, інноваційному, індивідуалістському та капіталістичному духу. Що стосується Китаю часів династії Мін, він стверджує, що тоді існували репресивні заходи, які задушили протилежні думки та нонконформізм. Він стверджував, що конфуціанство вчило, що непослух перед керівництвом вважається рівносильним «гріху». Крім того, Чен стверджував, що купці та ремісники були менш престижними, ніж у Західній Європі.  Джастін Їфу Лін стверджував, що імператорська система іспитів відігравала одну з провідних ролей в усуненні стимулів для китайської інтелігенції до вивчення математики або проведення експериментів.
Однак багато вчених, які вивчали конфуціанське вчення, критикують твердження, що філософія сприяла беззаперечній вірності своєму керівництву та державі. Ядро самої конфуціанської філософії саме по собі є гуманістичним та раціоналістичним ; воно «не поділяє віру в божественний закон і не звеличує вірність вищому закону як прояв божественної волі».
Одне з центральних вчень конфуціанства полягає в тому, що слід сперечатись з владою. Багато конфуціанців упродовж історії заперечували своїм керівникам, щоб не лише запобігти неправомірним діям своїх керівників та правителів, а й зберегти незалежність духу конфуціанців.
Окрім того, торговий клас упродовж усієї історії Китаю, як правило, був заможним і мав значний вплив вище свого першочергового соціального становища. Такі історики як Ю Їнші та Біллі Со показали, що, оскільки китайське суспільство все більше комерціалізувалось, починаючи від династії Сун, конфуціанство поступово почало сприймати і навіть підтримувати бізнес та торгівлю як законні та життєздатні професії, доки торговці уникали неетичних діянь. Торговці ж тим часом також з користю використали конфуціанську етику у своїй діловій практиці. До періоду Сун вчені-службовці власноруч використовували посередників для участі в торгівлі. Це особливо актуально для періодів династій Мін — Цін, коли соціальний статус купців піднявся до такої величі, що до пізнього періоду Мін багато вчених-чиновників не цурались публічно заявляти у своїх офіційних сімейних історіях, що вони мали членів сім'ї, які були купцями. Як наслідок, хоча конфуціанство активно не пропагувало заробляння прибутку, воно також не перешкоджало комерційному розвитку Китаю.
З розвинених центрів Старого світу Індія відрізнялася своєю кастовою системою обмеженої робочої сили, яка гальмувала економічний ріст і зростання населення і призводила до відносного недорозвитку в порівнянні з іншими основними регіонами. Порівняно з іншими розвиненими регіонами, Індія все ще володіла великою кількістю невикористаних ресурсів. Кастова система Індії стимулювала еліти в першу чергу активніше залучати своїх невільних робітників, стикаючись із збільшенням попиту, аніж інвестувати у нові капітальні проєкти та технології. Для індійської економіки були характерні васально-сюзеренські відносини, які послаблювали мотив фінансового прибутку та розвитку ринків; талановитий ремісник чи купець не могли сподіватися на велику особисту вигоду. Померанц стверджує, що Індія не надто була ймовірним місцем для промислового прориву, незважаючи на складну комерцію та технології. 
Аспекти ісламського права були запропоновані як аргумент для дивергенції мусульманського світу. Економіст Тімур Куран стверджує, що ісламські інститути, які на ранніх стадіях сприяли розвитку, пізніше почали запобігати більш розвиненому розвитку, перешкоджаючи формуванню корпорацій, накопиченню капіталу, масовому виробництву та безособовим операціям. Інші запропоновані подібні аргументи включають поступову заборону незалежних релігійних суджень (Іджтигад) та рішучий комуналізм, який обмежував контакти із зовнішніми групами та розвиток інституцій, що займались більш тимчасовими взаємодіями різного роду, згідно з Кураном. Однак, на думку історика Дональда Куатерта, виробничий сектор Османського Близького Сходу був високопродуктивним і розвивався в XIX столітті. Куатерт критикує аргументи, що беруть коріння в орієнталізмі, такі як «дискредитовані тепер стереотипи щодо неповноцінності ісламу», економічні інституції, що припинили свій розвиток після ісламської золотої доби, і занепад Іджтигаду в релігії, який негативно вплинув на економічну еволюцію. Економічний історик Пол Байрох зазначав, що османське право сприяло ліберальній вільній торгівлі раніше, ніж Британія та США, стверджуючи, що вільна торгівля негативно впливала на Османську імперію та сприяла її деіндустріалізації на відміну від більш протекціоністської політики Великої Британії та США на початку XIX століття. 

### Політична фрагментація
Економічний історик Джоель Мокір стверджував, що політична роздробленість (наявність великої кількості європейських держав) дала можливість розвинутись гетеродоксальним ідеям, оскільки підприємці, новатори, ідеологи та єретики могли легко втекти до сусідньої держави у випадку, якщо держава намагатиметься придушити їхні ідеї та діяльність. Це те, що виділяє Європу від технологічно розвинених великих унітарних імперій, таких як Китай. У Китаї були як великі друкарні, так і рухомі станки, однак промислова революція таки відбудеться в Європі. В Європі політична фрагментація поєднувалася з «інтегрованим ринком ідей», де європейські інтелектуали використовували латинську мову як lingua franca, мали спільну інтелектуальну основу в класичній спадщині Європи та загальноєвропейській інституції Республіки вчених .

Економічний історик Туан-Хві Сон стверджував, що великі розміри китайської держави сприяли її відносному занепаду в XIX столітті: 
 Величезний розмір китайської імперії створив серйозну проблему принципала-агента і обмежував управління країною. Зокрема, податки повинні були бути низькими через слабкий нагляд імператора над його агентами та необхідність контролювати корупцію. Фіскальні недоліки китайської держави були давно замасковані величезною податковою базою. Однак економічна та демографічна експансія у XVIII столітті загострила проблеми адміністративного контролю. Це ще більше зменшило фінанси нації і залишило Китай погано підготовленим до викликів XIX століття. 
 Однією з причин, чому Японія змогла модернізувати та впровадити технології Заходу, були її значно менші розміри відносно Китаю.
Історик Джефрі Г. Вільямсон стверджував, що Індія пережила період деіндустріалізації в другій половині XVIII століття як опосередкований результат краху імперії Моголів, а панування Великої Британії згодом спричинило подальшу деіндустріалізацію. За словами Вільямсона, занепад імперії Моголів призвів до зниження продуктивності сільського господарства, що призвело до зростання цін на продовольство, тодішню номінальну заробітну плату, а потім і на ціни на текстиль, що призвело до того, що Індія втратила частку світового ринку текстилю на користь Британії ще до того, попри те, що вона мала кращу фабричну технологію, хоча індійський текстиль досі зберігав конкурентну перевагу перед британським текстилем аж до XIX століття.  Економічний історик Прасанан Партасараті, однак, стверджував, що такого економічного занепаду для кількох держав після розвалу імперії Моголів не було, зокрема Бенгальської Суби та Королівства Майсур, які були на одному рівні з Британією наприкінці XVIII століття, доки британська колоніальна політика не спричинила деіндустріалізацію. 

Стенфордський політолог Гері В. Кокс стверджує у дослідженні 2017 року: 
 що політична роздробленість Європи взаємодіяла з її інституційними нововведеннями аби сприяти розвитку значних зон «економічної свободи», де європейські торговці могли організовувати виробництво, що мало б більше свободи від центрального регулювання, стикалися б з меншими центральними обмеженнями рішень щодо доставки та ціноутворення, а також платили б нижчі тарифи та мита, ніж їхні контрагенти в інших місцях Євразії. Коли роздробленість давала торговцям безліч політично незалежних маршрутів, через які вони могли відправляти свої товари, європейські правителі утримувались від встановлення суворих норм та свавільного стягнення зборів, аби не втратити товарний рух до конкурентних держав. Розрізнений контроль торгових шляхів посилив надлишкові наслідки політичних реформ. Якби парламент обмежив свавільне встановлення норм та зборів в одній державі, тоді сусіднім правителям, можливо, довелось би відповідати таким же чином, навіть якщо вони самі функціонували без парламенту. Більша економічна свобода, підкріплена взаємодією фрагментації та реформ, сприяла швидшій та більш взаємозв'язаній урбанізації. 
Джастін Їфу Лін стверджував, що велика чисельність населення в Китаї виявилася корисною в технічному прогресі до XIV століття, однак ця велика чисельність не була важливим фактором у технологічному прогресі, що призвів до Промислової революції.  Ранній технологічний прогрес залежав від «навчання ділом» (де чисельність населення була важливим фактором, оскільки досягнення могли поширюватися на велику політичну одиницю), тоді як Промислова революція була результатом експериментів та теорії (де чисельність населення є менш важливою). 

### Представницький уряд
Ряд економістів стверджував, що представницький уряд був фактором Великої дивергенції. Вони стверджують, що абсолютистські уряди, де правителі не несуть широкої відповідальності, погані для прав власності та інновацій, і що вони схильні до корупції та пошуку ренти. Представницькі уряди, однак, підзвітні широким верствам населення і, таким чином, повинні були захищати права власності, а не провадити свавілля, що спричиняло економічне процвітання.

### Глобалізація
Дослідження 2017 року в Американському Економічному огляді показало, що «глобалізація була головним рушієм економічної дивергенції між багатими та бідними частинами світу у 1850—1900 роках». Держави, які виграли від глобалізації, «характеризувалися сильними обмеженнями у виконавчій владі, — помітною рисою інституційного середовища, що продемонструвало сприяння приватним інвестиціям».

### Шанс
Ряд економічних істориків також стверджують, що Промислова революція частково могла відбутися там де вона сталась і коли вона сталась, завдячуючи вдачі та випадку.

## Економічні ефекти

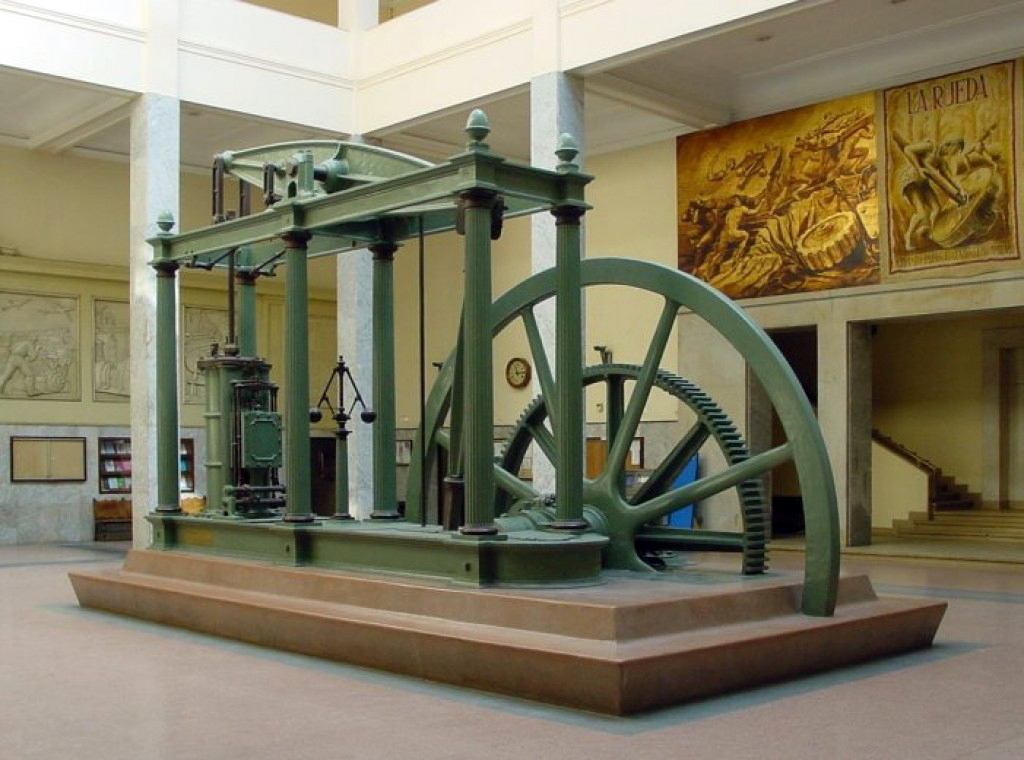
Паровий двигун Ватта, який живився в першу чергу вугіллям, був рушієм промислової революції у Великій Британії та світі

Методи ведення сільського господарства та виробництва, якими користувався Старий Світ, могли підтримувати лише певний спосіб життя. Індустріалізація різко змінила європейську та американську економіку і дозволила їй досягти значно більшого рівня багатства та продуктивності, ніж інші провідні країни Старого Світу. Незважаючи на те, що західні технології пізніше поширилися на Схід, розбіжності у використанні зберегли лідерство Заходу і прискорили Велику дивергенцію. 

### Продуктивність
Аналізуючи порівняльну ефективність використання, економічна концепція загальної факторної продуктивності (TFP) застосовується аби кількісно виразити відмінності поміж країн. Аналіз TFP контролює різницю в енерго- та сировинних ресурсах у різних країнах, а потім використовується для обрахунку продуктивності . Отже, різниця в рівнях продуктивності відображає ефективність використання енергії та сировини, а не саму сировину.  Аналіз TFP показав, що західні країни у XIX столітті мали в середньому вищий рівень TFP, ніж країни Сходу, такі як Індія чи Китай, демонструючи тим самим те, що продуктивність Заходу перевищила Схід. 

### Дохід на душу населення
Деякі з найбільш яскравих доказів Великої дивергенції походять з даних про доходи на душу населення.  Прихід Заходу до могутності безпосередньо збігається з доходом на душу населення на Заході, який перевершує цей дохід на Сході. Цю зміну можна віднести значною мірою до масових технологій транзиту, таких як залізничні дороги та пароплави, які Захід розробив у XIX столітті.  Будівництво великих кораблів, потягів і залізниць значно підвищило продуктивність. Ці види транспорту зробили пересування великої кількості вугілля, кукурудзи, зерна, худоби та інших товарів по всіх країнах ефективнішими, значно знизивши транспортні витрати. Такі відмінності дозволили західній продуктивності перевищити продуктивність інших регіонів. 
Економічний історик Пол Байрох оцінив ВВП на душу населення декількох великих країн (у еквіваленті доларів США 1960 року) після Промислової революції на початку XIX століття, як показано нижче. 
Його оцінки показують, що ВВП на душу населення країн Західної Європи швидко зростав після індустріалізації.
Щодо XVIII століття, та у порівнянні з неєвропейськими регіонами, Байрош у 1995 році заявив, що в середині XVIII століття «середній рівень життя в Європі був трохи нижчим, ніж у решті світу».

### Сільське господарство
До і на початку XIX століття значна частина континентального європейського сільського господарства була недостатньо розвиненою порівняно з провідними азійськими країнами та Англією. Це залишало Європу з великими об'ємами невикористаних природних ресурсів. Англія, з іншого боку, досягла межі своєї сільськогосподарської продуктивності задовго до початку XIX століття. Замість того, щоб скористатися дорогим способом поліпшення родючості ґрунтів, англійці підвищили продуктивність праці за рахунок індустріалізації сільського господарства. З 1750 по 1850 роки європейські нації зазнали демографічного буму; однак, європейське сільське господарство ледве було в змозі йти в ногу з потребами в харчуванні. Імпорт з Америки та зменшення споживання калорій, якого вимагали промислові робітники порівняно з фермерами, дозволили Англії впоратися з дефіцитом продовольства.  На межі XIX століття значна частина європейських сільськогосподарських угідь була розмита і виснажена. На щастя, завдяки вдосконаленій техніці ведення сільського господарства, імпорту добрив та відновленню лісів європейці змогли відновити свій ґрунт та не дозволили дефіциту продовольства перешкодити індустріалізації. Тим часом багато інших колишніх гегемонних регіонів світу намагалися прогодувати себе — особливо Китай. 

### Паливо та ресурси
Глобальний попит на деревину, основний ресурс, необхідний для зростання та розвитку промисловості, зростав у першій половині XIX століття. Відсутність інтересу до лісівництва в Західній Європі та відсутність лісових земель спричинили дефіцит деревини. До середини XIX століття ліси складали менше 15 % землекористування у більшості країн Західної Європи. Витрати на паливо в цих країнах різко зросли упродовж XVIII століття, і багато домогосподарств і фабрик були змушені раціонувати своє використання, та врешті-решт запровадити політику збереження лісів. Лише у XIX столітті вугілля почало забезпечувати необхідне полегшення європейського дефіциту енергії. Китай почав широко використовувати вугілля, лише починаючи з 1900 року, що дало Європі величезну перевагу в сучасному виробництві енергії. 
Упродовж XIX століття Європа мала велику кількість невикористаних орних земель з достатніми джерелами води. Однак у Китаї цього не було; більшість неутилізованих земель страждали від нестачі водопостачання, тому довелося обробляти ліси. З середини XIX століття запаси води на півночі Китаю скорочуються, зменшуючи об'єми виробництва сільського господарства. Вирощуючи бавовну для текстилю, замість імпорту, Китай посилив свій дефіцит води.  Протягом XIX століття запаси деревини та землі значно зменшилися, що суттєво сповільнило зростання доходів на душу населення Китаю. 

### Торгівля

Торговий трикутник XVIII століття між Європою, Новим Світом та Африкою.

В епоху європейського імперіалізму країни периферії часто створювалися як спеціалізовані виробники конкретних ресурсів. Хоча ці спеціалізації приносили країнам периферії тимчасову економічну вигоду, загальний ефект гальмував промисловий розвиток цих периферійних територій. Дешевші ресурси для центрових країн через торгові угоди зі спеціалізованими країнами периферії дозволили центровим країнам розвиватись значно швидше (як економічно, так і промислово), ніж решта світу. 
Доступ Європи до більшої кількості сировини та більшого ринку збуту для своїх вироблених товарів давали їй виразну перевагу протягом XIX століття. Для подальшої індустріалізації для центрових регіонів, що розвиваються, необхідно було придбати ресурси з менш густонаселених регіонів, оскільки їм самим бракувало земель, необхідних для забезпечення цих ресурсів. Європа змогла обмінювати вироблені товари в своїх колоніях, включаючи Америку, на сировину. Один і той же вид торгівлі можна спостерігати в регіонах Китаю та Азії, проте колонізація принесла явну перевагу Заходу. Коли ці джерела сировини почали протоіндустріалізуватися, вони перейшли до імпортозаміщення, позбавляючи гегемонні країни ринку для їхніх виготовлених товарів. Оскільки європейські країни мали контроль над своїми колоніями, вони змогли запобігти цьому.  Британія змогла використовувати імпортозаміщення на свою користь, маючи справу з текстилем з Індії. Шляхом індустріалізації Британія змогла збільшити продуктивність бавовни, щоб зробити її достатньо прибутковою для внутрішнього виробництва, і випередити Індію як провідного світового постачальника бавовни.  Хоча Британія обмежила імпорт бавовни, щоб захистити власну галузь промисловості, вони дозволили постачати дешеву британську продукцію в колоніальну Індію з початку XIX століття.  Колоніальній адміністрації не вдалося просувати індійську промисловість, вважаючи кращим рішенням експортувати сировину. 
Західна Європа також змогла налагодити вигідну торгівлю зі Східною Європою. Такі країни, як Пруссія, Богемія та Польща, мали дуже мало свободи порівняно із Заходом;   примусова праця залишила більшій частині Східної Європи мало часу для роботи в напрямку протоіндустріалізації, але достатньо робочої сили для виробництва сировини. 

### Гільдії та ремісництва
У дослідженні 2017-го року у Щоквартальному журналі економіки зазначалося, що «середньовічні європейські установи, як наприклад гільдії, та специфічні особливості, як ремісництва, можуть пояснити ріст Європи у порівнянні з регіонами, які покладались на передачу знань у закритих системах споріднення (розширені сім'ї або клани)». Гільдії та ремісництва були кращими у створенні та розповсюдженні знань, що сприяло настанню Промислової революції в Європі.

### Книги
- Прощання з Милостинею
- До і поза дивергенцією
- Зіткнення цивілізацій
- Цивілізація: Захід і відпочинок
- Цивілізаційний процес
- Європейське диво
- Велика розбіжність і велика конвергенція
- Велика розбіжність: Китай, Європа та створення сучасної світової економіки
- Зброя, мікроби і сталь
- Підйом і падіння великих держав
- Схід Заходу: історія людської спільноти
- Багатство і бідність націй
- Чому Захід править - поки що
- Східні витоки західної цивілізації

## Подальше читання
- Scheidel, Walter (2008). From the 'Great Convergence' to the 'First Great Divergence': Roman and Qin-Han State Formation and its Aftermath. SSRN Working Paper Series: 11—23. doi:10.2139/ssrn.1096433. ISSN 1556-5068.
- Grinin, Leonid; Korotayev, Andrey (2015). Great Divergence and Great Convergence. A Global Perspective. Springer. ISBN 978-3-319-17779-3. Архів оригіналу за 2 серпня 2020. Процитовано 6 серпня 2020.  Grinin, Leonid; Korotayev, Andrey (2015). Great Divergence and Great Convergence. A Global Perspective. Springer. ISBN 978-3-319-17779-3. Архів оригіналу за 2 серпня 2020. Процитовано 6 серпня 2020.  Grinin, Leonid; Korotayev, Andrey (2015). Great Divergence and Great Convergence. A Global Perspective. Springer. ISBN 978-3-319-17779-3. Архів оригіналу за 2 серпня 2020. Процитовано 6 серпня 2020.
- Court, V. (2019). "Переоцінка дебатів про велику дивергенцію: до примирення, очевидно, різних детермінант ". Європейський огляд економічної історії.